# Altensteig
Altensteig är en stad i Landkreis Calw i regionen Nordschwarzwald i Regierungsbezirk Karlsruhe i förbundslandet Baden-Württemberg i Tyskland.
Staden ingår i kommunalförbundet Altensteig tillsammans med kommunerna Egenhausen och Simmersfeld.